# 33963 Moranhidalgo
33963 Moranhidalgo este o planetă minoră (asteroid) din centura de asteroizi. A fost descoperită pe 7 iulie 2000 la Experimental Test Site⁠(d) de Lincoln Near-Earth Asteroid Research. 
Obiectul prezintă o orbită caracterizată de o semiaxă mare de 2,2642197 UAi, o excentricitate de 0,16, o înclinație de 7,92516 ° în raport cu ecliptica.